# Comté d'Iberville
Pour les articles homonymes, voir Iberville.
Le comté d'Iberville était un comté municipal du Québec ayant existé entre 1855 et le début des années 1980. Le territoire qu'il couvrait fait aujourd'hui partie de la région de la Montérégie et est compris dans la MRC du Haut-Richelieu. Son chef-lieu était la ville de Iberville.

## Municipalités situées dans le comté
- Henryville
- Iberville (fusionné à Saint-Jean-sur-Richelieu depuis 2002)
- Mont-Saint-Grégoire
- Saint-Alexandre
- Saint-Athanase (fusionné à Saint-Jean-sur-Richelieu depuis 2002)
- Sainte-Anne-de-Sabrevois
- Sainte-Brigide-d'Iberville
- Saint-Grégoire-le-Grand (fusionné à Mont-Saint-Grégoire depuis 1994)
- Saint-Sébastien
- Sainte-Angèle-de-Monnoir